# (347) Pariana
(347) Pariana – planetoida z pasa głównego asteroid okrążająca Słońce w ciągu 4 lat i 83 dni w średniej odległości 2,61 j.a. Została odkryta 28 listopada 1892 roku w Observatoire de Nice w Nicei przez Auguste Charloisa. Pochodzenie nazwy planetoidy nie jest znane. Przed jej nadaniem planetoida nosiła oznaczenie tymczasowe (347) 1892 Q.